# Mozn Hassan
Mozn Hassan (nascuda l'any 1979) és una activista egípcia que lluita pels drets humans de les dones. És la fundadora de Nazra per Estudis Feministes.
Durant la Revolució Egípcia del 2011 va participar activament en les protestes del país i va ajudar a les víctimes que havien patit abusos sexuals. Des de llavors es va encarregar d'engegar una campanya, que resultà reeixida, per fer canvis a la Constitució Egípcia i modificacions en les lleis sobre delictes sexuals per protegir a les dones.
Hassan va ser guardonada l'any 2013 amb el Charlotte Bunch Human Rights Award. L'any 2016 fou guardonada amb el "Right Lovelihood Award" conegut també com el "premi Nobel de la Pau alternatiu". Actualment el govern Egipci li ha prohibit abandonar el país i li ha congelat els seus actius per presumpta violació de "lleis de finançament extern"

## Primers anys
Mozn Hassan neix a l'Aràbia Saudita l'any 1979. Els seus pares són d'origen egipci. El seu pare treballava a una universitat d'Aràbia Saudita i la seva mare era una estudiant universitària. En aquell país, Hassan va haver de dur vel, en contra de la seva voluntat, des dels 10 fins als 14 anys, edat en la qual ella i la seva família retornen a Egipte. És diplomada en Societat Civil i Drets humans per la Universitat del Caire i té un màster en Drets Humans Internacionals per la Universitat Americana del Caire. Hassan ha dit que la seva mare la va inspirar per esdevenir feminista.

## Activista pels drets de les dones
Hassan fundà Nazra per Estudis Feministes l'any 2007. Aquesta organització s'encarrega de lluitar pels drets de les dones i ella n'és la directora executiva. L'organització treballa per documentar les violacions dels drets humans que s'estan cometent arreu del país.
Nazra fou una gran activista en les protestes a Tahrir Plaça durant la Revolució Egípcia de 2011 i va ajuda a proporcionar una resposta coordinada a les agressions sexuals que van estar succeint durant aquella època.
Des del 2012 Nazra ha ajudat a 12 supervivents de violacions, ha proporcionat assistència mèdica i psicològica a més de 60 víctimes d'agressió sexual, donat consell legal a més de 100 dones que han estat sotmeses a agressions sexuals i d'altres que foren arrestades/arrestades a causa de la seva participació en diverses protestes.
Hassan, sota l'organització Nazra per Estudis Feministes, va aconseguir pressionar amb èxit, l'any 2014  per tal que la Constitució d'Egipte ajudés a fer front als drets de les dones, introduint i ampliant lleis en contra de l'agressió sexual. L'organització dirigeix una "escola feminista" per introduir a la gent jove qüestions relacionades amb el gènere i tutoritza noies joves en àmbits de política. Durant les eleccions parlamentaries del 2011-2012, va donar suport a 16 candidats dones, de les quals una sortí escollida. Durant les eleccions del 2015, dona suport a cinc candidates, de les quals una també en va sortir escollida. Aquesta organització ha creat un joc, un còmic i un grup de música format exclusivament per noies. Nazra actualment té 20 persones al seu càrrec i treballa amb 12 grups feministes arreu del país.
Hassan va establir la defensa dels drets humans de les dones de l'Orient Mitjà i el Nord-àfrica per tal de proporcionar una resposta conjunta als drets de les dones que s'estaven infringint en les regions. També ajuda a instaurar l'any 2016 el "Caucus pels drets de les dones polítiques a la regió Aràbica".
Hassan, l'any 2013 va ser guardonada amb el “Charlotte Bunch Human Rights Award”. L'any 2016, Hassan i “Nazra per estudis feministes” van ser guardonats pel “Right Livelihood Award”, sovint conegut com el "premi Nobel de la Pau alternatiu", "per reivindicar la igualtat i els drets de les dones en circumstàncies on són subjectes a violència constant, abús i discriminació".

## Acusacions de 2016
Hassan ha estat qüestionada en diverses ocasions per la seva feina com a activista. Durant la seva estada a la ciutat de Nova York, el març del 2016, on donava un discurs a la Comissió de les Nacions Unides per l'Estatus de la dona, va rebre una citació de la policia egípcia. Fou imputada sota una llei la qual prohibeix que la seva organització, una ONG egípcia, rebi finançament provinent de l'estranger (de qualsevol tipus). Els seus actius i els de la seva organització “Nazra per estudis feministes” van ser congelats l'11 de gener de 2017 pel Tribunal Criminal del Caire. En retornar a Egipte li va arribar un ordre del tribunal conforme no pot abandonar el país. Actualment, s'enfronta a sentència de cadena  perpètua.
Les accions que havien estat realitzant les autoritats egípcies, van ser condemnades per 43 organitzacions en una declaració conjunta la qual defensa els drets de les dones. Descriuen a Hassan com una "destacada activista" coneguda per la seva feina exhaustiva per contribuir al moviment feminista i combatre públicament la violència sexual que estaven sofrint les dones.
Una declaració separada signada per 130 acadèmics exposava que "considerem la investigació [en contra] Mozn Hassan com una amenaça directa al feminisme i compromís activista de "Nazra per Estudis Feministes", la qual ha estat desenvolupant una important tasca contributiva al creixement del moviment feminista d' Egipte. La prohibició que té sobre viatjar fora del país ha impedit que pogués reclamar el seu Right Livelihood Award a Estocolm.